# Der Handstand auf der Loreley
Der Handstand auf der Loreley (Nach einer wahren Begebenheit) ist eine 1932 in dem Gedichtband Gesang zwischen den Stühlen erschienene, ironische Ballade von Erich Kästner in fünfhebigen Jamben.
Vordergründig eine Parodie auf Heinrich Heines Gedicht Die Lore-Ley macht sich Kästner vor allem über falschen Romantizismus und die nationalistisch radikalisierte Turnbewegung lustig. Wie in Clemens Brentanos Ballade Lore Lay, auf die Heines Gedicht zurückgeht, stürzt die Hauptfigur selbst von der Klippe: Während der Rhein schon lange kanalisiert ist und auch der Loreleyfelsen eher prosaisch geschildert wird, lässt sich der vom nationalen Mythos verblendete Turner dazu hinreißen, für ein im Grunde lächerliches Ziel sein Leben zu riskieren.

## Hintergrund
Durch seinen – vordergründig – sachlichen Stil ist das Gedicht typisch für Kästner, der meist der Neuen Sachlichkeit zugeordnet wird. Wie bei anderen Gedichten (z. B. Weihnachtslied, chemisch gereinigt, Die Ballade vom Nachahmungstrieb) vermeidet Kästner einen erhobenen Zeigefinger.
Stattdessen will er seine Wirkung auf sarkastische und stellenweise zynische Weise erreichen: „Ein Augenblick mit zwei gehobnen Beinen ist nicht zu teuer mit dem Tod bezahlt“. (Abwandlung eines Zitats aus Schillers Don Karlos: „Ein Augenblick, gelebt im Paradiese, wird nicht zu teuer mit dem Tod gebüßt.“)
Kästner, ein überzeugter Gegner des Nationalsozialismus, kritisiert die Deutschtümelei seiner Zeit und den unreflektierten, übertriebenen Heldengedanken. Die formale Ähnlichkeit zum Horst-Wessel-Lied kann als ironischer Verweis auf die Heldenverehrung der Nationalsozialisten verstanden werden.
Die Anmerkung „Nach einer wahren Begebenheit“, die Kästner dem Titel Der Handstand auf der Loreley hinzugefügt hat, steht in einer Tradition häufiger Titelzusätze in Kästners früher Lyrik. Sie dienen zumeist dazu, den Leser auf das Gedicht vorzubereiten und sein Textverständnis zu erleichtern, ganz im Sinne einer leicht zugänglichen Gebrauchslyrik. Dieses Gedicht ist hierbei eine Ausnahme, indem der laut Michael Ansel „keineswegs ganz ernst gemeinte Authentizitätshinweis“ zum Nachdenken über den Inhalt des Gedichts und seinen Hintergrund anregen soll, also eher Fragen aufwerfen als das unmittelbare Verständnis fördern soll. Ansel verweist auf einen zeitgeschichtlichen Bezug, der Kästner zu dem Gedicht inspiriert haben könnte. Laut Horst Johannes Tümmers habe der Turngau Süd-Nassau zu Beginn der 1920er Jahre auf dem Loreley-Felsen eine Halle und diverse Turngeräte errichtet, und tatsächlich soll ein Turner im Übermut einen Handstand an der Felskante versucht haben.
Am 8. Mai 1932 stürzte ein Mann vom Loreley-Felsen, der dort allerhand waghalsige Turnübungen ausgeführt hatte, zuletzt einen Handstand. Er hinterließ Frau und Kind. Die Nachricht war in zahlreichen rheinischen Zeitungen zu lesen. Es ist also möglich, dass Kästner von diesem Unfall erfahren haben könnte und das Gedicht mit seinem Hinweis auf die „wahre Begebenheit“ erst im Anschluss schrieb. Für Georg Kreisler liegt der Sinn des Zusatzes vor allem darin, den Ernst der Ballade trotz ihres ironisch-humoristischen Tonfalles zu unterstreichen.

## Adaptionen
Das Gedicht Der Handstand auf der Loreley wurde 2004 von der deutschen Band Die Streuner auf dem Album Fürsten in Lumpen und Loden vertont.